# Mayo 1968
 Mayo 1968 es un cuadro realizado por Joan Miró entre 1968 y 1973 y que actualmente forma parte de la colección permanente de la Fundación Joan Miró de Barcelona.

## Historia
Jacques Dupin habló de las circunstancias en que el artista realizó esta obra: 

En mayo del 68, yo llego a París para preparar la exposición de la Catedral de Barcelona, hablo con Miró, le muestro mi entusiasmo, mis ansiedades, el juego y el desafío de una primavera extravagante. Él empezó a pintar este cuadro, que no terminó hasta cinco años después. Las manchas, las rayas, las huellas y el grafismo negro son indicativos del impacto que causó esta obra.

Las pinturas de este período effervescent formaron parte de una exposición retrospectiva del setenta y cinco aniversario del artista, que tuvo lugar en diversos espacios: la Fundación Maeght, la Fundación Miró y la Catedral de Barcelona, y la Haus der Kunst de Munich.
Durante este tiempo, Miró está en auge, con un cuadro exuberante, que termina en 1973 por una serie de pin0202turas talladas con cuchillos y quemaduras con gasolina y Chalumu, conocidas como la telas quemadas.

## Contexto histórico
La primavera del año 1968 los estudiantes de las universidades de Sorbona y Nanterre se sublevaron en continuas manifestaciones que duraron casi un mes y medio en respuesta a la falta de recursos y las pocas oportunidades laborales los estudiantes universitarios. Esta revuelta, en la que después se sumarían los trabajadores, se conoce con el nombre de Mayo francés o Mayo del 68.
Joan Miró simpatizó con este movimiento y realizar esta obra, un muro donde quedan estampados la vitalidad e ideales de aquellos sucesos.

## Descripción
Sobre un fondo blanco, el artista hizo manchas con colores vivos típicos de la gama de este período: azul, rojo, verde, amarillo y naranja . Estas manchas de color son aplastadas por gruesas líneas de color negro. En este conjunto se superpone en el primer plano un gran punto negro. Con los dedos imitó el goteo de las líneas negras, imitando el impacto o el rayo de una bola de pintura negro.

## Exposiciones relevantes
| Año  | Exposición | Lugar                         | Ciudad           | Ref.   |
| ---- | ---------- | ----------------------------- | ---------------- | ------ |
| 1974 |            | Grand Palais                  | París            | N. 185 |
| 1975 |            | Fundación Joan Miró           | Barcelona        | N. 82  |
| 1978 |            | Museo Español de Arte Moderno | Madrid           | N. 84  |
| 1979 |            | Orsanmichele                  | Florencia        | N. 40  |
| 1980 |            | Museo de Arte Moderno         | Ciudad de México | N. 61. |
| 1985 |            | Palazzo dei Diamanti          | Ferrara          | N. 12  |